# تزی ما
تزی ما (به انگلیسی: Tzi Ma) (زاده ۱۰ ژوئن ۱۹۶۲) بازیگر آمریکایی متولد هنگ کنگ است.
از فیلم‌های معروف او می‌توان به بازی در فیلم های قله دانته، ورود، گوشه قرمز، پارک مدیتیشن و مولان اشاره کرد.